# 伊號第四潛艦
伊号第四潜水艦（いごうだいよんせんすいかん）是一艘日本海軍的潜水艦。伊一型潜水艦（巡潜1型）的4号舰。1942年ブナへ的輸送任務途中受到美国潜艇的攻击而沉没。

## 艦歷
根据1923年（大正12年）建造計画，由川崎造船所建造。1926年（大正15年）4月17日开工，1928年（昭和3年）5月22日下水，1929年（昭和4年）12月24日竣工。同日船籍编入横須賀鎮守府。
比先前的3艦（伊1到伊3）建造略有延迟，新增的改良包括司令塔装甲強化，増設電池，延長内殻并加装冷却機。另外主機ラ式2号ディーゼル也是首次被搭载的国内许可生产制品。
太平洋战争開始時配属至第六艦隊第二潜水战隊，珍珠港偷袭作战中在考艾岛周边海域执行监视任务。之后前往印度洋执行通商破壊任务并击沉輸送船1艘，重创1艘。1942年（昭和17年）6月の阿留申攻略作战支援後は所罗门方面へ進出し、瓜达尔卡纳尔岛などの輸送任務に就いた。对ブナへ的輸送任務失敗，拉包尔への帰路に消息不明となる。据美方記録，1942年（昭和17年）12月20日，拉包尔南方遭到美潜水艦「シードラゴン」(Sea Dragon, SS-194)的雷撃而沉没，自艦長以下90名官兵全員战死。1943年（昭和18年）1月5日被拉包尔方面认定为沉没，3月1日除籍。

## 歴代艦長

### 艤装員長
1. 高塚省吾中校（1929年5月15日-）

### 艦長
1. 高塚省吾中校（1929年12月24日-）
2. 古宇田武郎中校（1930年4月1日-）
3. 中岡信喜少校（1931年12月1日-）
4. 寺岡正雄少校（1932年10月5日-）
5. 溝畠定一少校（1935年11月15日-）
6. 水口兵衛中校（1936年6月30日-）
7. 小林一少校（1937年12月1日-）
8. 江見哲四郎少校（1938年11月15日-）
9. 中川肇中校（1941年10月31日-）
10. 川崎陸郎少校（1942年8月15日-）
11. 上野利武少校（1942年11月6日-）

※省略预备舰时期的舰长